# 石橋地区消防組合
石橋地区消防組合（いしばしちくしょうぼうくみあい）は、栃木県下野市、下都賀郡壬生町、河内郡上三川町によって組織された一部事務組合（消防組合）である。管轄区域は前述の1市2町。

## 概要
- 消防本部：下野市下石橋246-1
- 管内面積：190.18km2
- 職員定数：158名
- 消防署3カ所

### 主力機械

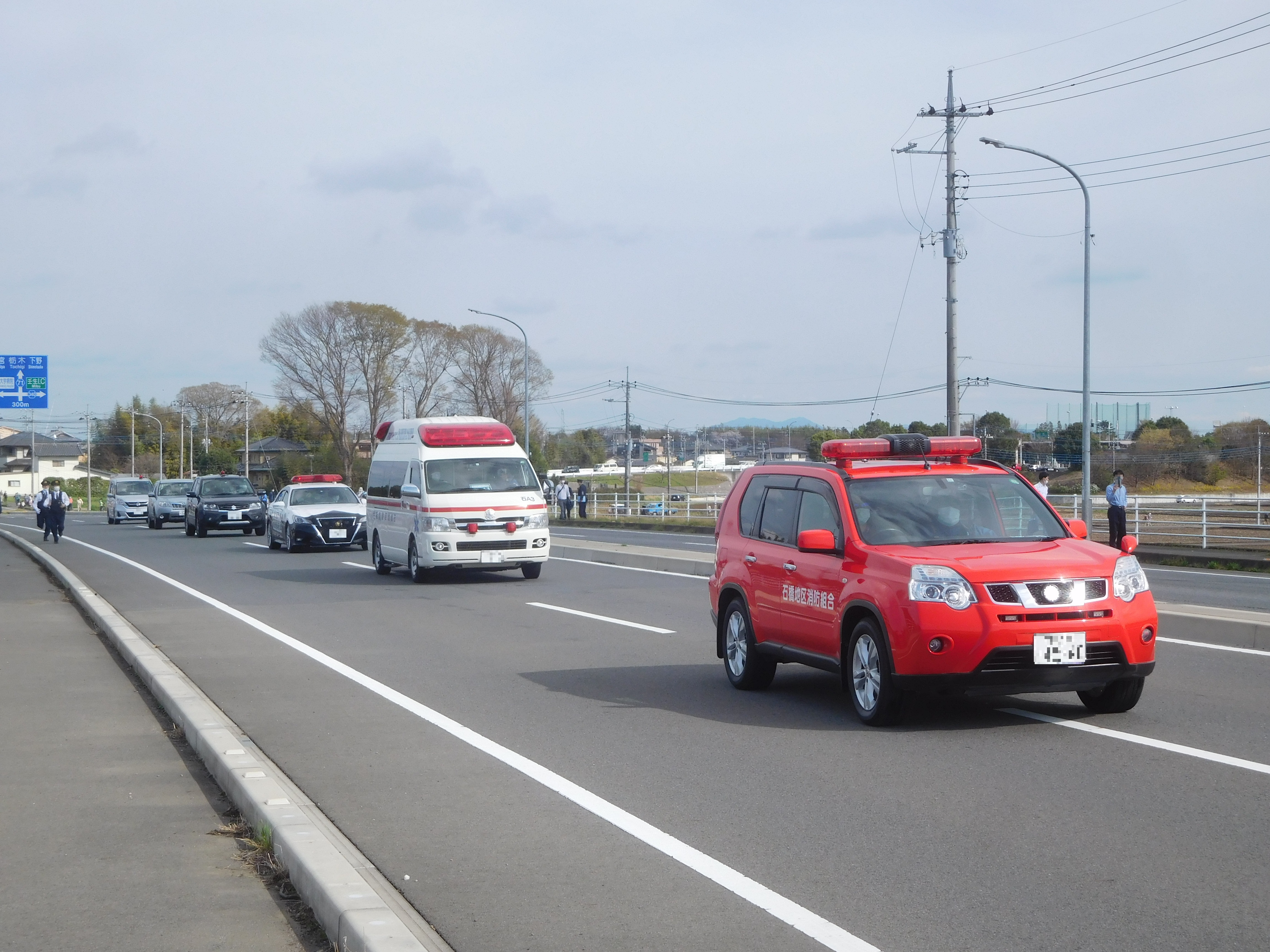
2020東京オリンピックの聖火リレーで随行する石橋地区消防組合の消防車両と救急車

- 2021年4月1日現在[1]
  - 普通消防ポンプ自動車：3
  - 水槽付消防ポンプ自動車：4
  - 梯子付消防自動車：1
  - 化学消防車：2
  - 資材搬送車：1
  - ボート搬送車：2
  - 緊急消防援助隊後方支援車：1
  - 高規格救急自動車：7
  - 救助工作車：1
  - 重機：1
  - 重機搬送車：1
  - 指揮車：1
  - 警防機動車：1
  - 査察車：1
  - 予防車：1
  - 連絡車：4
  - 公用車：1
  - 人員輸送車：1
  - 防災活動車：1

## 沿革
- 1969年（昭和44年）4月1日 - 石橋町・壬生町・上三川町・国分寺町・南河内村の4町1村にて石橋町外3町1村救急業務事務組合を設立認可を受け、5月1日より救急業務開始[1]。
- 1970年（昭和45年）6月1日 - 石橋町外3町1村救急業務事務組合から石橋地区消防組合に名称変更の組合規約変更認可され石橋地区消防組合として消防業務開始[1]。
- 1971年（昭和46年） - 構成自治体の南河内村が町制移行し南河内町になる。
- 2005年（平成7年）12月13日 - 消防本部・石橋消防署新庁舎業務開始、国分寺分署を廃止し石橋消防署に統合[1]。
- 2006年（平成8年）
  - 1月10日 - 石橋町・国分寺町・南河内町が合併し下野市が誕生したことにより、組合の構成自治体が1市2町となる。
  - 2月1日 - 南河内分署を石橋消防署に統合[1]。
- 2015年（平成27年）3月10日 - 壬生分署（壬生町大字壬生甲1455番地）・安塚分遣所（壬生町大字安塚1170番地1）を統合した壬生消防署が竣工、運用開始。上三川分署を上三川消防署に組織変更[2]。
- 2016年（平成28年）3月15日 - 上三川消防署（河内郡上三川町大字上三川4692番地1）を移転新築した上三川消防署新庁舎業務開始[1]
- 2018年（平成30年）度 - はしご付き消防自動車をYahoo! 官公庁オークションに出品[3]。古くなった消防車両を出品するのは初めてで、従来は廃車にするか病院などに寄付していた[3]。

## 組織
- 消防本部 - 総務課、予防課、警防課、通信指令課
- 消防署

## 消防署
| 消防署       | 住所                           | 画像 |
| ------------ | ------------------------------ | ---- |
| 石橋消防署   | 下野市下石橋246-1              |      |
| 壬生消防署   | 下都賀郡壬生町大字国谷1036     |      |
| 上三川消防署 | 河内郡上三川町大字上三川4230-1 |      |